# Carl Bäckmark
Carl Johan Bäckmark, född 11 december 1861 i Gåsinge socken, död 30 augusti 1929 i Stockholm, var en svensk försäkringsman.
Carl Bäckmark var son till soldaten Carl Feldt. Han genomgick folkskola och blev 1884 extra vaktbetjänt vid Postverket och avancerade där till brevsorteringsman och vaktföreståndare. Bäckmark var 1896-1902 sekreterare i postbetjenteföreningens förbundsstyrelse, dess ordförande 1902-1908 och redaktör för förbundets tidning 1898-1901. Han var särskilt intresserad av försäkringsväsendet och blev en ledande kraft inom den 1898 bildade Sveriges praktiska livförsäkringsförening, som var en ömsesidig understödsförening, som av Bäckmark utvidgades och omorganiserades, så att den 1911 upptog hela hans tid och han lämnade sin tjänst vid Postverket. Då kooperativt intresserade kretsar 1914 bildade Sveriges Praktiska Livförsäkringsanstalt Folket tillhörde Bäckmark grundarna och hans eget företag uppgick i den nya anstalten. Bäckmark kom att bli Livförsäkringsanstalten Folkets VD 1918-1923, kassadirektör 1924-1929 och under den senare tiden även kassadirektör och styrelseledamot i Försäkringsanstalten Samarbete.